# Saint-Sixte (Loira)
Saint-Sixte è un comune francese di 695 abitanti situato nel dipartimento della Loira della regione dell'Alvernia-Rodano-Alpi.

## Società

### Evoluzione demografica
Abitanti censiti